# پیرپاوکه
پیرپاوکه (فنلاندی: Piirpauke) گروه موسیقی راک فنلاندی است که سال ۱۹۷۴ توسط ساکسوفونیستی به نام ساکاری کوکو شکل گرفت. سبک گروه آمیزه‌ای از موسیقی ملل، فولک، جاز و پراگرسیو راک است.
مشهورترین اثرشان ناقوس کلیسای کونوتس (Konevitsan kirkonkellot) نام دارد.